# Storch-Ciret

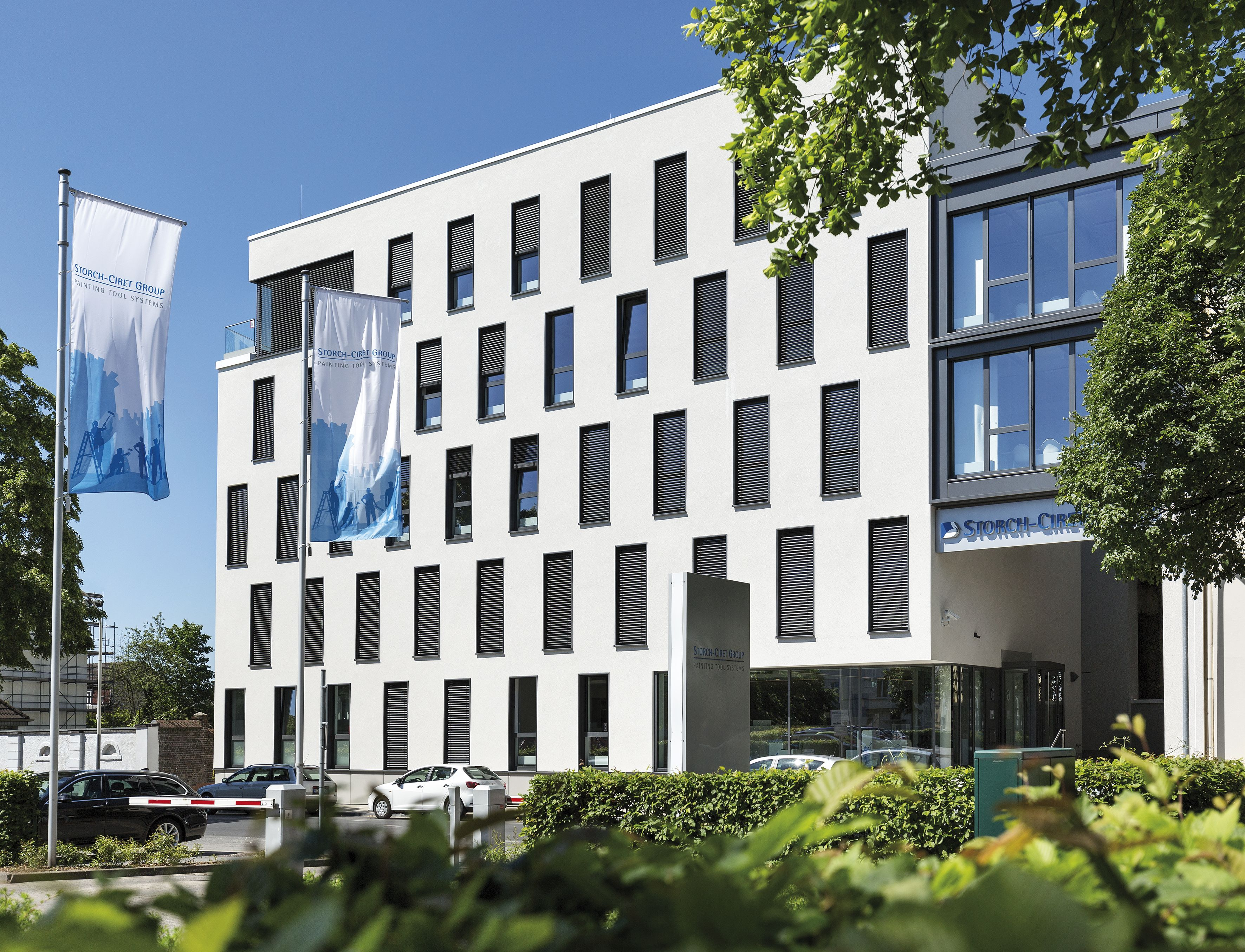
Gebäude am Platz der Republik in Wuppertal im Jahre 2017

Die Storch-Ciret Group ist eine Unternehmensgruppe, die sich auf die Produktion und den Vertrieb von Malerwerkzeugen spezialisiert hat. Die Gruppe wird von der Storch-Ciret Holding GmbH gesteuert.

## Geschichte

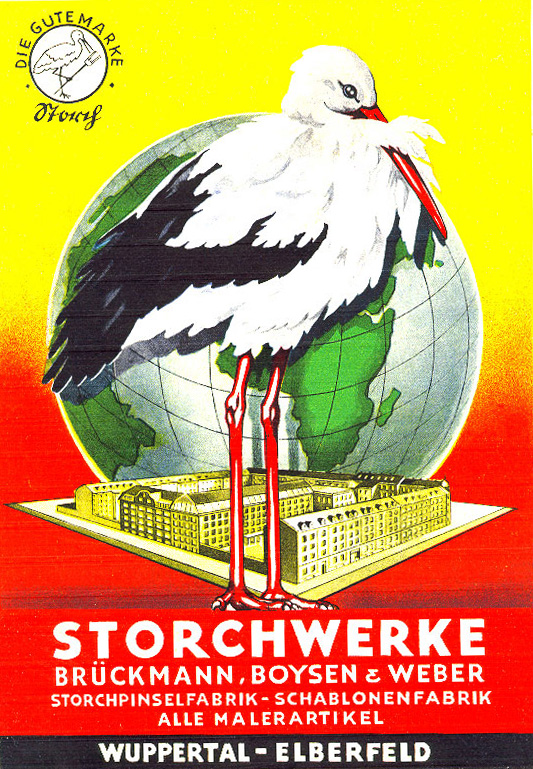
Historisches Werbeschild aus dem Jahr 1910

Die Unternehmensgruppe geht zurück auf die 1896 gegründete Malerschule Brückmann, Boysen & Weber in Elberfeld, heute ein Stadtteil von Wuppertal. In dem „Atelier für Zimmer- und Dekorations-Malerei“ erhielten Malerlehrlinge ihre Ausbildung. Bald wurden auch erste Malerwerkzeuge verkauft: Kupferschablonen, mit denen selbst entwickelte Ornamente arbeitssparend auf die Wandoberflächen aufgebracht werden konnten.
1906 wurde Wilhelm Greten, der im Gründungsjahr seine kaufmännische Lehre in der Malerschule begonnen hatte, Anteilseigner. 1921 ließ Greten die Marke STORCH eintragen, und das Unternehmen begann, unter der seit 1934 auch offiziell eingetragenen Firmierung Storchwerke Musterwalzen, Malerpinsel und Farbroller für Dekorationsmalerei zu produzieren.
1943 wurden die Geschäftsräume bei einem Luftangriff zerstört. Greten, dessen Söhne Horst und Werner 1944 und 1945 gefallen waren, ließ das Werk nach dem Krieg neu aufbauen. In den 1950er-Jahren erreichten die Storchwerke unter der Führung seines Schwiegersohns Dipl.-Ing. Johannes Reinhard Rogusch und dessen Compagnon Werner Müller ihre Bedeutung im Malerhandwerk zurück, auch da sie als erstes Unternehmen in der Branche elektrische Schleifwerkzeuge für gewerblich arbeitende Maler, Dampf-Tapetenlöser und Niederdruck-Farbspritzgeräte anboten.
Acht Monate nach dem unerwarteten Tod von Johannes-Reinhard Rogusch trat dessen damals 27-jähriger und völlig unvorbereiteter Sohn Horst Rogusch 1976 als Geschäftsführer in das Familienunternehmen ein. Vor allem international trieb der bis dahin als Lehrstuhlassistent arbeitende Volkswirt die Expansion des Unternehmens zügig voran. Der Umsatz betrug in 1975 umgerechnet ca. 3,1 Mio.€ und bei seinem Ausscheiden Anfang 2017 ca. 186 Mio.€. Die Storchwerke produzierten 1988 als erstes Unternehmen in Europa eine Technik zum gleichzeitigen Abdecken und Abkleben. 1994 wurde das Unternehmen für die „Hochdruck-Krake“ zur umweltschonenden Fassadenreinigung mit dem Umweltpreis der Handwerkskammer Hamburg ausgezeichnet. 2011 fusionierte Storch mit der Ciret Holdings AG zur Storch-Ciret Holding GmbH mit Sitz in Wuppertal und wurde hierdurch zum uneingeschränkten europäischen Marktführer für Maler-Werk-Zeug. 2017 wurde am Stammsitz der Unternehmensgruppe am Platz der Republik in Wuppertal der Neubau der Verwaltungszentrale eingeweiht. Gleichzeitig mit seinem Ausscheiden aus der Geschäftsführung zurück übertrug Horst Rogusch die von ihm gehaltenen Unternehmensanteile (ca. zwei Drittel) an eine neu gegründete eigennützige Beteiligungsträgerstiftung, deren Vorstandsvorsitz er bis heute innehat. Damit sichert er die Unabhängigkeit und Weiterentwicklung der Unternehmensgruppe. Die Storch-Ciret Group wird seither von einer zwei- bis dreiköpfigen Holding-Geschäftsführung geleitet. Den Vorsitz hat seit Dezember 2022 Daniel Rogusch inne, ein Neffe von Horst Rogusch, der durch den Kauf von Anteilen nach der Stiftung, zweitwichtigsten Gesellschafter geworden ist. Kontrolliert und beraten wird die Gruppe von einem fünfköpfigen Beirat, dessen Vorsitz 2023 Erik Strauß von Horst Rogusch übernahm.

## Kennzahlen
Die Storch-Ciret Holding hält mehrheitlich Anteile an 22 Vertriebs-, Verwaltungs- und Produktionsunternehmen in Europa und 3 in Asien. 2022 hat sie den konsolidierten Umsatz von 250 Mio. € überschritten. Die Unternehmensgruppe beschäftigt ca. 1.600 Mitarbeiter und ist weltweit in 95 Ländern aktiv. 95 % des Umsatzes werden in Europa generiert, hiervon ca. 50 % in Deutschland. Der Eigenfertigungsanteil beträgt ca. 50 % am Umsatz, die Eigenkapitalquote weit über 50 % des Kapitals. Die neben der von Familie Rogusch kontrollierten Anteile halten die Altgesellschafter der Ciret Holdings AG, insbesondere Familie Sauer (ca. 27 %).

## Marketingstruktur
Die Storch-Ciret Group orientiert sich an den Bedürfnissen der verschiedenen Kundengruppen, die Farben, Lacke und andere Oberflächen-Materialien verarbeiten und vermarkten.
Jeweils regional strukturiert konzentrieren sich die Vertriebstöchter des Vertriebsbereiches Storch auf die Bedürfnisse gewerblicher Abnehmer im Maler- und Stuckateur-Handwerk, indem sie diese mit einer Kombination aus den Endverbraucher beratenden Außendienst-Mitarbeitern und geeigneten Fach-Großhändlern mit professionellem Malerwerkzeug versorgen. Die Tochterfirmen des Vertriebsbereiches Ciret hingegen richten sich an Handelsunternehmen ohne Spezialisierung auf das von Storch praktizierte Vertriebssystem: Mit Color Expert und easypro werden Einzelhändler, die ein breites Sortiment an Farben, Lacken, Putzen und Tapeten für den privaten Endabnehmer führen, mit einem ausgeklügelten POS-System bedient. Mit den Marken Rota (Farbroller), Kana (Pinsel), Masq (Abklebe-Technik) und Prep (Untergrund-Vorbereitung) werden Händler bedient, die ein Sortiment für gewerblich arbeitende Maler benötigen. Mit Westex-Produkten (ohne Marken-Kennzeichnung, bulk) werden Distributoren bedient.
Gemeinschaftlich genutzte Ressourcen sind in juristisch getrennte Tochter-Gesellschaften der Storch-Ciret Holding GmbH ausgegliedert: Dies sind zwei Einkaufs-, drei Produktions-, ein Logistik- sowie ein Unternehmen für kaufmännische Dienstleistungen wie Rechnungswesen, Marketing, Human Ressources, IT.

## Horst Rogusch Stiftung „sustainable entrepreneurship“
Sie wurde von Horst Rogusch schon 2006 gegründet und ist hauptsächlich in der Ukraine aktiv. Hier unterstützt sie Menschen, damit sie als selbständige Unternehmer zur wirtschaftlichen Entwicklung des Landes beizutragen lernen.

## Produktpalette
Die Storch-Ciret Group führt ein Komplettsortiment für die Verarbeitung von Farben, Lacken, Lasuren, Tapeten, Putzen sowie Boden- und Wandbelägen. Insgesamt bietet die Gruppe über 10.000 Produkte an.

## Produkt-Auszeichnungen
- iF communication design award 2009 für die Systemkofferserie für professionelles Malerwerkzeug[11] Design: stotz-design.com
- Gütesiegel Top 100 2012 als eines der innovativsten mittelständischen Unternehmen in Deutschland[12]
- Focus Open 2014 Silver für die Pinselserie Aqua Star[13] Design: stotz-design.com
- Gütesiegel Top 100 2015 als eines der innovativsten mittelständischen Unternehmen in Deutschland[14]
- German Design Award 2016 für die Pinselserie Aqua Star[15] Design: stotz-design.com
- Good Design Award 2020 für Color Expert Bügel[16] Design: stotz-design.com

## Auszeichnungen als Arbeitgeber
Die Storch-Ciret Group ist wiederholt für ihre Attraktivität und Qualität als Arbeitgeber sowie Mitarbeiterzufriedenheit ausgezeichnet worden, unter anderem 2022 als „Kununu Top Company“, 2021 als „New Work Arbeitgeber“ und als einer der familienfreundlichsten Arbeitgeber Deutschlands und Österreichs. 2020 wurde das Unternehmen ebenfalls als Top-Arbeitgeber im Mittelstand ausgezeichnet. Auch im Bereich ihrer Ausbildung wurde die Storch-Ciret Group 2022 mit dem Arbeitgebersiegel „Best place to learn“ ausgezeichnet und steht dabei für eine hochqualitative und überdurchschnittliche Ausbildung.